# Partiell momentan fasmätning
Partiell momentan fasmätning innebär en mätning av en bärvågs fasdifferens som inte inkluderar någon heltalscykel.